# 北堪薩斯城 (密蘇里州)
北堪薩斯城（英語：North Kansas City）是位於美國密蘇里州克萊縣的城市。

## 人口
根據2020年美國人口普查的數據，北堪薩斯城的面積為11.91平方千米，當中陸地面積為11.32平方千米，而水域面積為0.61平方千米。當地共有人口4467人，而人口密度為每平方千米375人。